# Clube Ferroviário de Lichinga
El Clube Ferroviário de Lichinga, conocido comúnmente como Ferroviário Lichinga, es un equipo de fútbol de Lichinga, ciudad capital de la provincia de Niassa, Mozambique. Actualmente disputa la Moçambola, la liga de fútbol más importante del país.

## Historia
El equipo fue fundado originalmente el 13 de octubre de 1924 como una de las tantas filiales del Clube Ferroviário, establecido en Maputo, capital de Mozambique. Luego de la Independencia de Mozambique el club se independizó, tomando el escudo y los colores del Clube Ferroviário, y conversando también el nombre de la ciudad (Lichinga)
- Datos: Q111721637